# Sumbergede (Wringinanom)
Sumbergede is een bestuurslaag in het regentschap Gresik van de provincie Oost-Java, Indonesië. Sumbergede telt 2061 inwoners (volkstelling 2010).